# Роберто Канесса
Роберто Хорхе Канесса Урта (ісп. Roberto Jorge Canessa Urta; нар. 17 січня 1953, Монтевідео, Уругвай) — один з 16 вцілілих у катастрофі уругвайського авіарейсу 571, що сталася 13 жовтня 1972 року в Андах. Кандидат у президенти Уругваю на виборах 1994 року (отримав 0,08 % голосів).

## 13 жовтня 1972
Канессі було 19 років під час катастрофи. У коледжі Stella Maris, в якому навчалася команда регбістів нещасливого рейсу, він навчався на медичному факультеті. Саме Канессі прийшла ідея вживати в їжу м'ясо загиблих, щоб вижити. Він і Фернандо Паррадо витратили десять днів на те, щоб дістатися від літака до найближчих поселень, щоб повідомити про вцілілих у катастрофі.

## Після порятунку
Після порятунку Канесса розповів, що переважно йому допомогли врятуватися думки про його матір і наречену, дочку лікаря, Лауру Суррако, з якою він незабаром одружився. В них народилися сини Іларіо і Роберто Мартін і дочка Лаура Інес. Канесса працює кардіологом і оратором.

## Кандидат у президенти
Роберто Канесса був кандидатом на виборах президента Уругваю 1994 року, але не мав громадської підтримки. Канесса отримав лише 0,08 % голосів, далеко відставши від колишнього президента Хуліо Маріа Сангінетті, який, набравши 30,83 % голосів, знову був переобраний.

## Кіно
1993 року на екрани вийшов художній фільм-реконструкція «Живі», де роль Канесси виконав Джош Гемілтон.
У 2023 році вийшов фільм Снігова спільнота.